# Ruiselede
Ruiselede is een dorp in de Belgische provincie West-Vlaanderen en een deelgemeente van Wingene. De deelgemeente telt ruim 5000 inwoners. Tot 2025 was het een zelfstandige gemeente.

## Geschiedenis

### Oudste sporen
Archeologisch onderzoek (oktober 2009 - februari 2010) aan de Ommegangstraat heeft heel wat sporen blootgelegd. De eerste sporen dateren uit het finaal neolithicum. Het gebied was vooral erg in trek tijdens de IJzertijd (800 v.Chr. tot 57 v.Chr.) en vroeg-Romeinse periode. Een zeldzaam grafveld uit de eerste eeuw na Christus werd blootgelegd. Het grafveld is uniek door het grote grafmonument en de rijkdom aan voorwerpen in de graven, onder andere kralen, mantelspelden, terra nigra en terra sigilata. Het team vond daarnaast paalsporen van spykers (voorraadschuurtjes), een waterput, kuilen en grachten van tussen 3000 voor Christus en de eerste eeuw na Christus.
Ruiselede wordt als plaatsnaam in het jaar 1106 in een akte vermeld als Rusleda. In deze akte van de Sint-Bertijnsabdij blijkt dat de abdij het recht had de pastoor van Ruiselede te benoemen. In 1128, na de moord op Karel de Goede te Brugge, vond op het grondgebied van de heerlijkheid Axpoele een geregeld treffen plaats tussen Diederik van de Elzas en Willem van Normandië. Deze Slag bij Axpoele werd beschreven door Galbert van Brugge, de grafelijke secretaris.

### Heerlijkheden
Verschillende tientallen heerlijkheden vormden samen het grondgebied Ruiselede. Belangrijke heerlijkheden waren onder andere ter Vlaeght, Sint-Pieters Schalklede, Poelvoorde, Gallentas, Vossenholle, Kraaienbroek en Axpoele. Op de hoeve ter Vlaeght (Abeelstraat) staat nog een oude tempelierskapel, die al vernoemd wordt in de 17e eeuw (verslagen van kanunnik Triest). Het grondgebied van Ruiselede behoorde zowel tot de kasselrij Kortrijk als de Oudburg van Gent. In 1627 schilderde Loys de Bersacques het grensgebied van deze twee kasselrijen, waarop de kerk van Ruiselede afgebeeld werd.

### 17e en 18e eeuw
Ook in het werk Flandria Illustrata van Antonius Sanderus (1644) wordt het dorpscentrum voorgesteld. Het kerkgebouw telde toen nog drie beuken met de toren in het midden. Reeds voor 1305 wordt Ons Vrauwe van Ruslede vermeld als strafbedevaartplaats. In de 15e eeuw was de Ruiseleedse geleerde Joannes Varenacker te Leuven een belangrijk theoloog tijdens de beginperiode van de pas opgerichte universiteit. In de 16e eeuw was de geleerde Jan Geldrius te Brugge een bekende filoloog en schoolmeester. In de 17e eeuw werden belangrijke werken uitgevoerd aan het kerkgebouw dat in 1645 voor een deel verwoest was geworden. In 1688 werd een spinhuis opgericht.

### 19e en 20e eeuw
Uit de religieuze gemeenschap van het spinhuis ontstond in de 19e eeuw de huidige congregatie van Zusters van Onze-Lieve-Vrouw van 7 Weeën, waarvan het moederklooster nog steeds in Ruiselede gevestigd is (met onder andere de kloosterkapel, gebouwen van het vroegere meisjespensionaat en de secundaire school Sancta Maria).
Het familiewapen van de heren van Axpoele werd in 1847 het wapenschild van de gemeente Ruiselede. In 1849 werd op een uithoek van de gemeente, op de grens met Wingene en Beernem, een rijksinstelling opgericht voor landlopers, wezen en verwaarloosde jongeren: Ecole de Réforme de Ruysselede. Dit is nu de Gemeenschapsinstelling voor Bijzondere Jeugdbijstand De Zande (Bruggesteenweg 130). Deze instelling stichtte een tuinbouwschool die in 1884 model stond voor de tuinbouwschool van het Nederlandse Frederiksoord.
Op 8 september 1944 werd Ruiselede bevrijd door de 1ste Poolse Pantserdivisie. In de Aalterstraat werd die dag hevig gevochten tussen terugtrekkende Duitse soldaten en Poolse strijdkrachten onder leiding van generaal Stanislaw Maczek. De Vredeskapel in de Aalterstraat en de naam Polenplein, met een kunstwerk van Jef Claerhout, herinneren aan deze bevrijding.
Maandag 25 april 2022 werd op het gemeentehuis bekendgemaakt dat de gemeente per 1 januari 2025 zal fuseren met buurgemeente Wingene. Een primeur, want dit is de eerste vrijwillige fusie op West-Vlaams grondgebied. Bij een niet-bindend referendum stemde 91,4 procent van de burgers tegen de fusie. Het opkomstpercentage bedroeg 42,6 procent. Het gemeentebestuur had opgeroepen om niet deel te nemen.

## Afbeeldingen

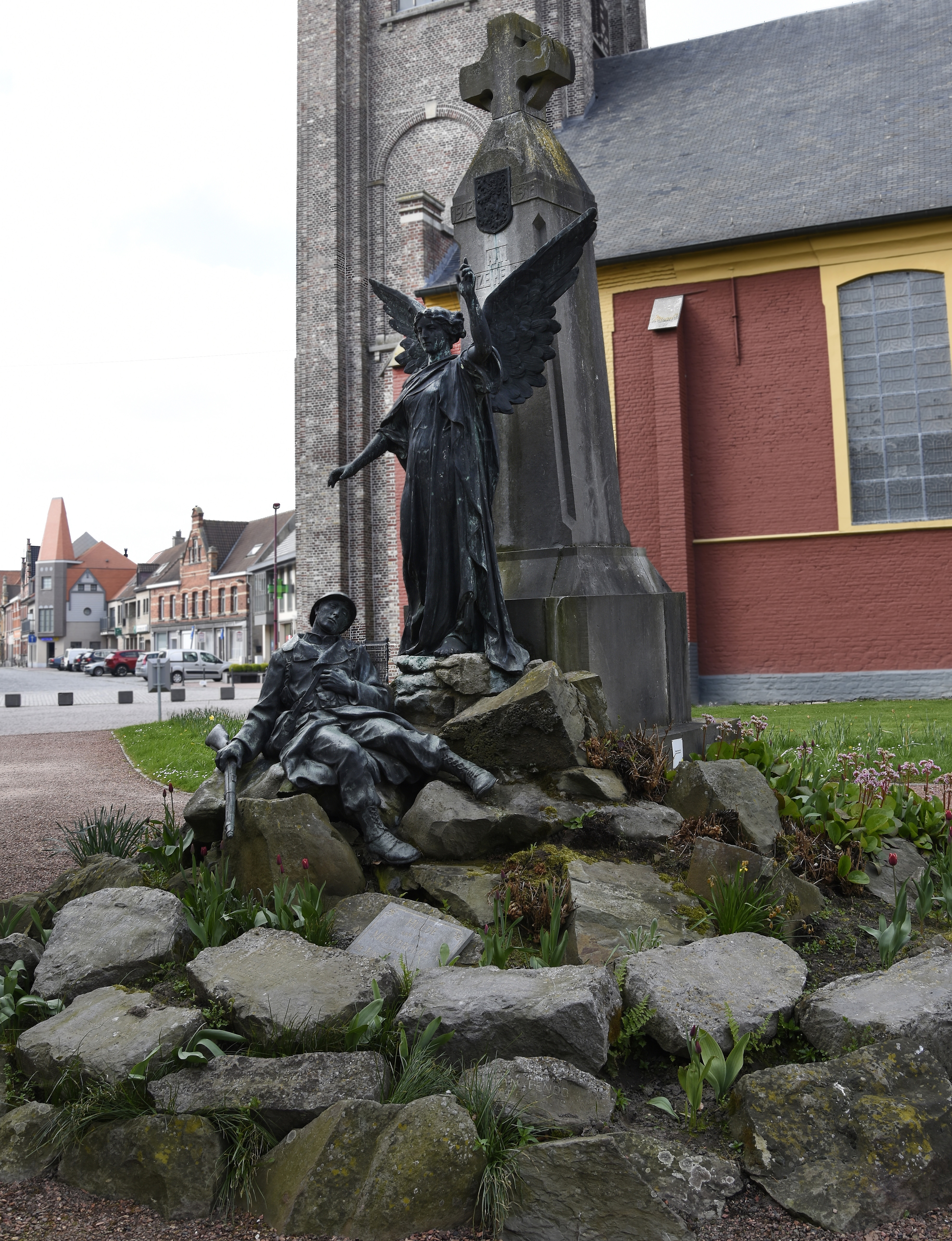
Oorlogsmonument door Aloïs De Beule op het gemeentepark
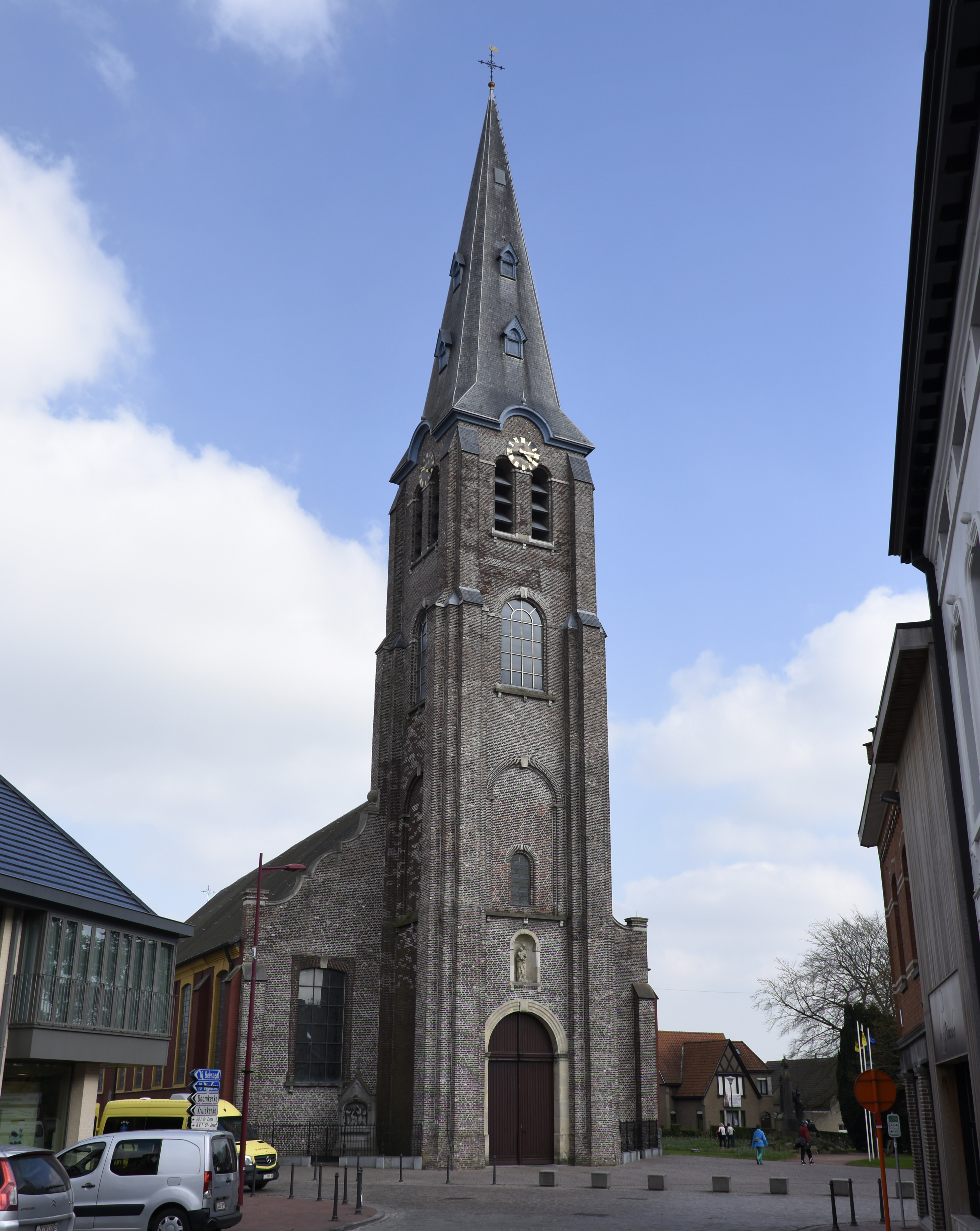
Onze-Lieve-Vrouw-ten-Hemelopnemingskerk
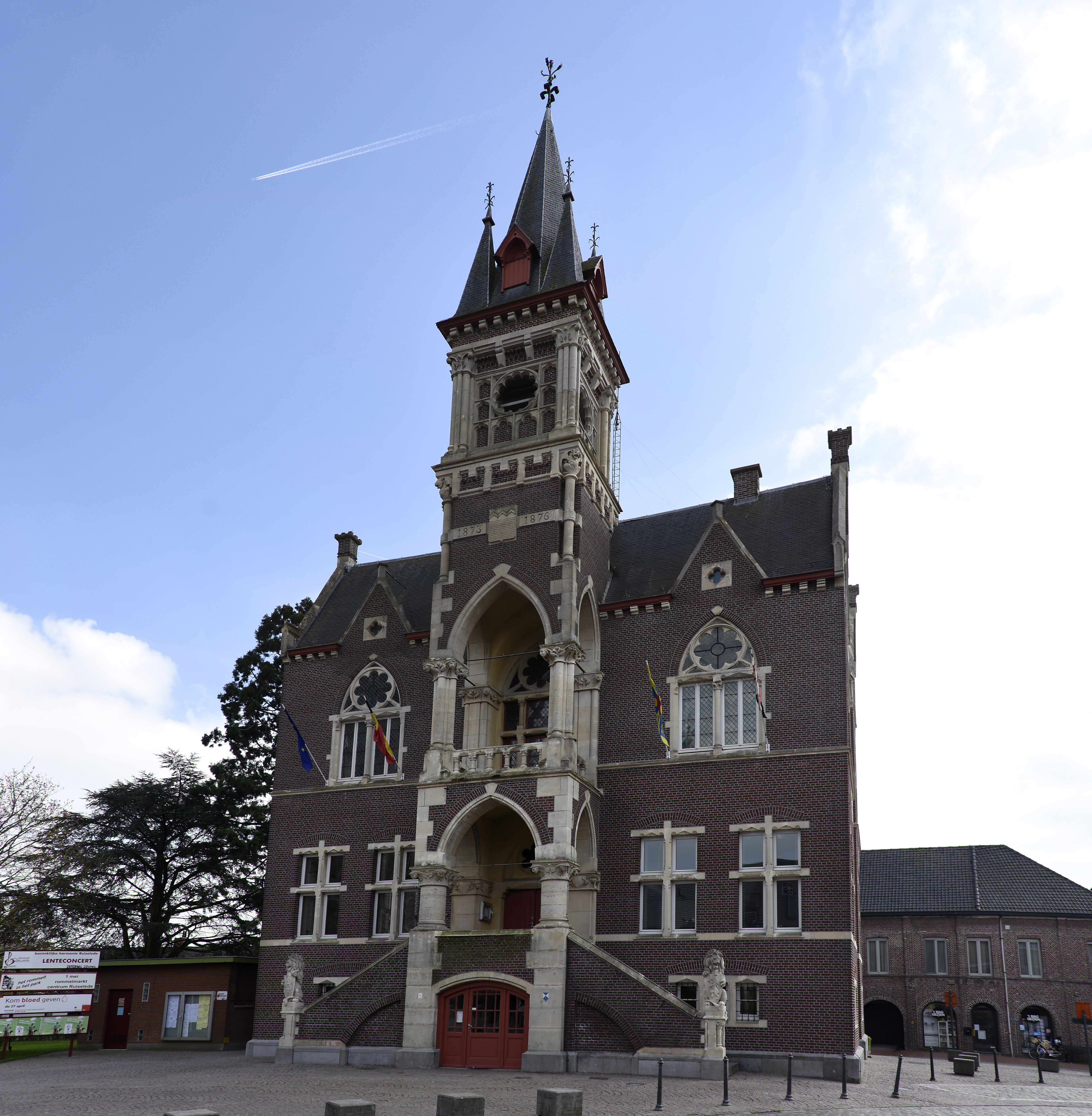
Het neogotisch gemeentehuis
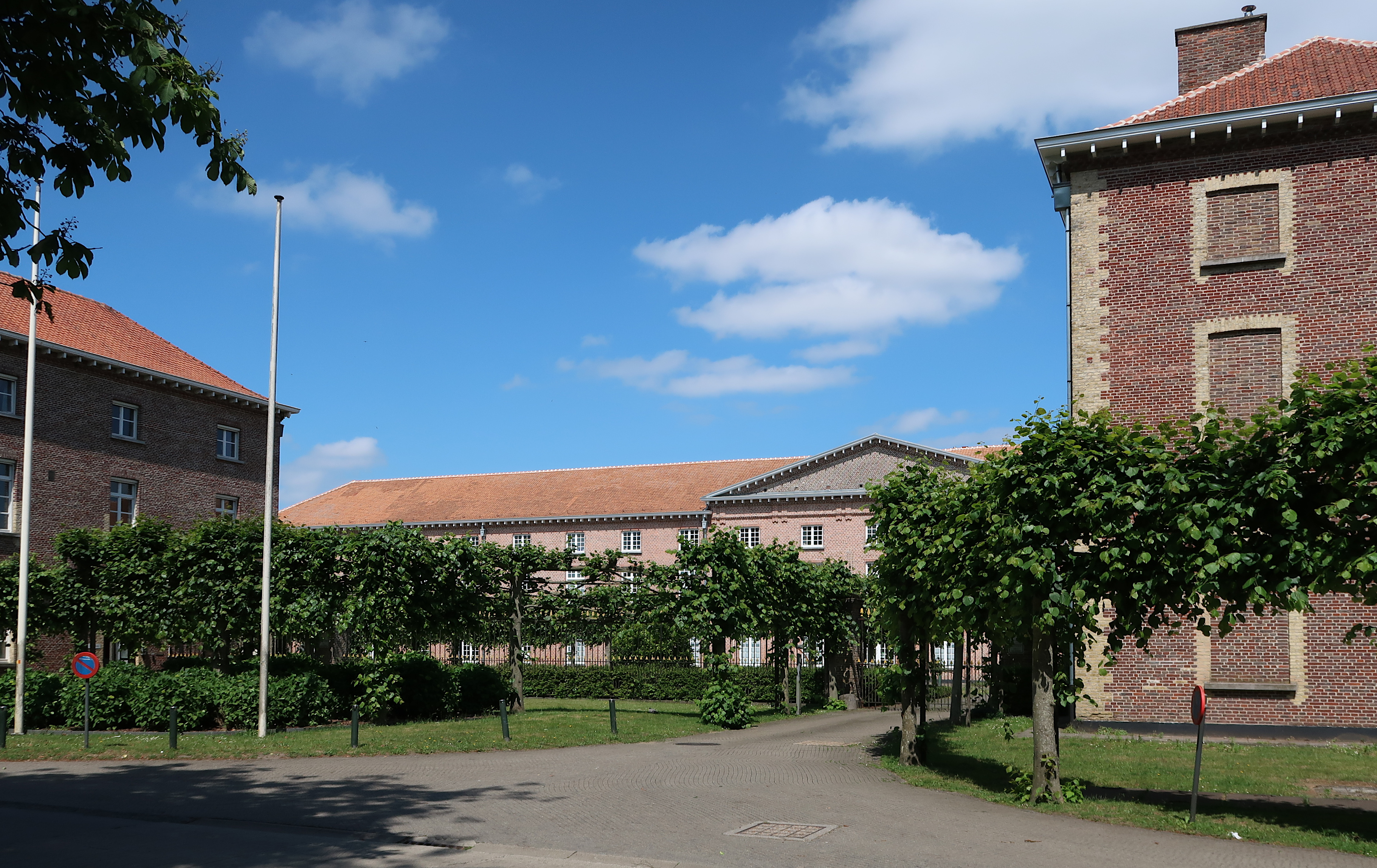
Voormalige Hervormingsschool nu Gemeenschapsinstelling De Zande

## Kernen
Ruiselede heeft naast het centrum nog twee dorpen of parochies. Doomkerke werd parochie in 1876 en Kruiskerke in 1947. Bij de fusies van gemeenten in 1977 bleef de gemeente zelfstandig. Centraal ligt de landelijke woonkern De Klaphulle. Andere kleine woonkernen zijn De Kruisebergen (op de grens met Aalter) en het Sint-Pietersveld, op de grens met Wingene en Beernem.
| Nr. | Naam       |
| --- | ---------- |
| I   | Ruiselede  |
| II  | Doomkerke  |
| III | Kruiskerke |

De gemeente Ruiselede grenst aan de volgende dorpen en gemeenten:
| - a. Kanegem (stad Tielt) - b. Tielt (stad Tielt) - c. Schuiferskapelle (stad Tielt) - d. Wingene, met dorp Sint-Jan (gemeente Wingene) - e. Beernem (gemeente Beernem) - f. Aalter, met dorp Maria-Aalter (gemeente Aalter) - g. Lotenhulle (gemeente Aalter) - h. Poeke (gemeente Aalter) |

Ruiselede, kernen en buurgemeenten. De gele gebieden zijn bebouwde kernen.

## Bezienswaardigheden

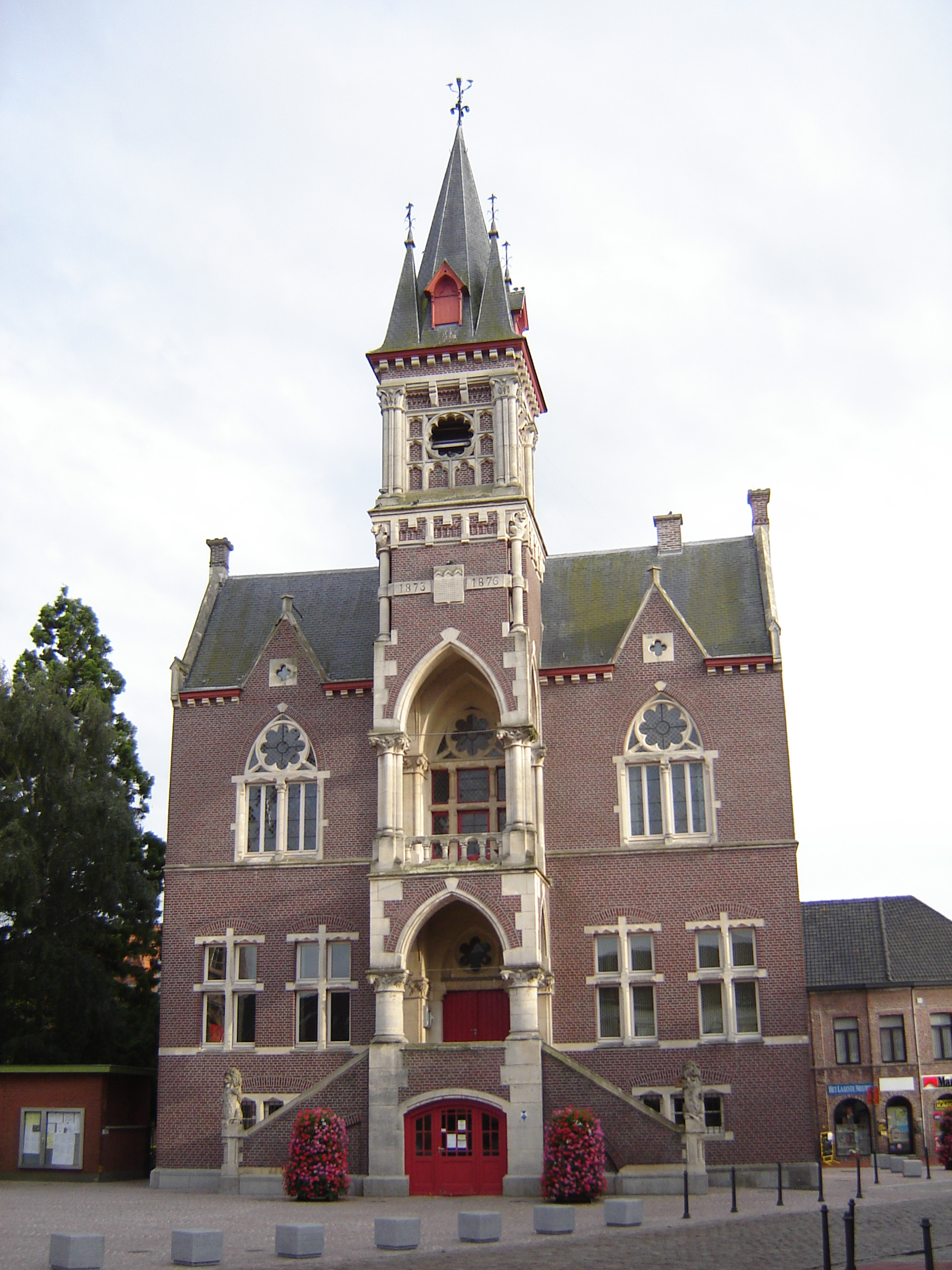
Gemeentehuis

- Reeds meer dan 7 eeuwen bestaat te Ruiselede de Mariadevotie. De vele kapellen van de nog bestaande ommegang, die in 1625 door bisschop Antonius Triest vernoemd werden in zijn visitatieverslagen, herinneren nog steeds aan deze Mariaverering.
- Halfweg de 19e eeuw telde de gemeente meer dan 10 windmolens, vandaar dat Ruiselede soms de naam molendorp draagt en om de drie jaar molenfeesten organiseert. Twee werkende windmolens domineren nog steeds het dorpsbeeld, namelijk Hostesmolen en de Knokmolen.
- De Vlaagtmolen, een windmolenrestant.
- De Poekemolen-II, een maalvaardig schaalmodel van een standerdmolen.
- Het Waterkot, een voormalige watermolen.
- Gemeenschapsinstelling voor Bijzondere Jeugdbijstand De Zande (Bruggesteenweg 130), een afdeling voor jongens (met afdeling voor meisjes in de buurgemeente Beernem), zie ook: Sint-Pietersveld.
- De Onze-Lieve-Vrouw-ten-Hemelopnemingskerk, met toren uit 1872. De torenspits werd in 1940 zwaar beschadigd en kwam kort daarna door een storm naar beneden (hersteld in 1957).
- Het neogotische gemeentehuis van Ruiselede werd gebouwd tussen 1873 en 1876.
- Kloostergebouw met kapel, gebouwen van het vroegere meisjespensionaat en Sancta Maria, secundaire school tot juni 2022.
- De Vredeskapel in de Aalterstraat, gebouwd in 1946 als herinnering aan de bevrijding door de 1ste Poolse Pantserdivisie.
- Kunstwerk op Polenplein van Jef Claerhout, onder de naam 'Wachten op de tram'.

## Natuur en landschap
Ruiselede ligt op de grens van Zandig Vlaanderen (in het noorden) en Zandlemig Vlaanderen (in het zuiden). Dit betreft het Plateau van Tielt. Beken zijn de Poekebeek met zijbeken als Bundingsbeek, Kapellebeek, Klaphullebeek en Wantebeek. De hoogte bedraagt 12 tot 37 meter.
In het noorden van Ruiselede komen bossen voor, zoals natuurgebied De Vorte Bossen (ca. 50 ha, eigendom van VZW Natuurpunt), op de grens met de parochie Doomkerke. Verder vindt men, op de grens met, en voor het grootste deel in Wingene, het natuurgebied De Gulke Putten, met daarin het Radiozendstation Belradio Ruiselede, dat tegenwoordig behoort tot het ministerie van Defensie (Radio Maritieme Diensten). Verdere natuurgebieden zijn: Galatosbossen en Sint-Pietersveld.

## Bijzonderheden
- In de bedrijvenzone is onder andere het bedrijf Piano's Maene gevestigd, dat vooral bekend is voor zijn restauraties van piano's en het nabouwen van historische klavierinstrumenten zoals klavecimbels en pianofortes. In de Aalterstraat is het 'pianomuseum Chris Maene' gevestigd.
- In Ruiselede bevindt zich Jazz en Bluesclub Banana Peel, waar sinds 1966 muzikanten vanuit alle hoeken van de wereld concerteren. Het huidige lokaal bevindt zich in de Akkerstraat, een zijstraat van de Bruggestraat, waar twee tot drie concerten per maand plaatsvinden.

## Demografische ontwikkeling
Alle historische gegevens hebben betrekking op de huidige gemeente.
- Bronnen:NIS, Opm:1831 tot en met 1981=volkstellingen; 1990 en later= inwonertal op 1 januari

| Inwoners van jaar tot jaar op 1 januari 1992 tot heden | Inwoners van jaar tot jaar op 1 januari 1992 tot heden | Inwoners van jaar tot jaar op 1 januari 1992 tot heden |
| jaar                                                   | Aantal                                                 | Evolutie: 1992=index 100                               |
| ------------------------------------------------------ | ------------------------------------------------------ | ------------------------------------------------------ |
| 1992                                                   | 4.952                                                  | 100,0                                                  |
| 1993                                                   | 5.004                                                  | 101,1                                                  |
| 1994                                                   | 5.030                                                  | 101,6                                                  |
| 1995                                                   | 5.055                                                  | 102,1                                                  |
| 1996                                                   | 5.116                                                  | 103,3                                                  |
| 1997                                                   | 5.104                                                  | 103,1                                                  |
| 1998                                                   | 5.085                                                  | 102,7                                                  |
| 1999                                                   | 5.076                                                  | 102,5                                                  |
| 2000                                                   | 5.048                                                  | 101,9                                                  |
| 2001                                                   | 5.012                                                  | 101,2                                                  |
| 2002                                                   | 5.030                                                  | 101,6                                                  |
| 2003                                                   | 5.064                                                  | 102,3                                                  |
| 2004                                                   | 5.095                                                  | 102,9                                                  |
| 2005                                                   | 5.097                                                  | 102,9                                                  |
| 2006                                                   | 5.113                                                  | 103,3                                                  |
| 2007                                                   | 5.139                                                  | 103,8                                                  |
| 2008                                                   | 5.125                                                  | 103,5                                                  |
| 2009                                                   | 5.136                                                  | 103,7                                                  |
| 2010                                                   | 5.177                                                  | 104,5                                                  |
| 2011                                                   | 5.201                                                  | 105,0                                                  |
| 2012                                                   | 5.174                                                  | 104,5                                                  |
| 2013                                                   | 5.244                                                  | 105,9                                                  |
| 2014                                                   | 5.253                                                  | 106,1                                                  |
| 2015                                                   | 5.263                                                  | 106,3                                                  |
| 2016                                                   | 5.363                                                  | 108,3                                                  |
| 2017                                                   | 5.395                                                  | 108,9                                                  |
| 2018                                                   | 5.387                                                  | 108,8                                                  |
| 2019                                                   | 5.358                                                  | 108,2                                                  |
| 2020                                                   | 5.368                                                  | 108,4                                                  |
| 2021                                                   | 5.379                                                  | 108,6                                                  |
| 2022                                                   | 5.444                                                  | 109,9                                                  |
| 2023                                                   | 5.504                                                  | 111,1                                                  |
| 2024                                                   | 5.484                                                  | 110,7                                                  |

## Politiek

### Structuur
| Ruiselede        | Ruiselede        | Supranationaal         | Nationaal                         | Nationaal                         | Gemeenschap               | Gewest                    | Provincie                 | Arrondissement  | Provinciedistrict | Kanton          | Gemeente        |
| ---------------- | ---------------- | ---------------------- | --------------------------------- | --------------------------------- | ------------------------- | ------------------------- | ------------------------- | --------------- | ----------------- | --------------- | --------------- |
| Administratief   | Niveau           | Europese Unie          | België                            | België                            | Vlaanderen                | Vlaanderen                | West-Vlaanderen           | Tielt           | Tielt             | Tielt           | Ruiselede       |
| Administratief   | Bestuur          | Europese Commissie     | Belgische regering                | Belgische regering                | Vlaamse regering          | Vlaamse regering          | Deputatie                 | Deputatie       | Deputatie         | Deputatie       | Gemeentebestuur |
| Administratief   | Raad             | Europees Parlement     | Kamer van volksvertegenwoordigers | Kamer van volksvertegenwoordigers | Vlaams Parlement          | Vlaams Parlement          | Provincieraad             | Provincieraad   | Provincieraad     | Provincieraad   | Gemeenteraad    |
| Kiesomschrijving | Kiesomschrijving | Nederlands Kiescollege | Kieskring West-Vlaanderen         | Kieskring West-Vlaanderen         | Kieskring West-Vlaanderen | Kieskring West-Vlaanderen | Kieskring West-Vlaanderen | Roeselare-Tielt | Tielt             | Ruiselede       | Ruiselede       |
| Verkiezing       | Verkiezing       | Europese               | Federale                          | Federale                          | Vlaamse                   | Vlaamse                   | Provincieraads-           | Provincieraads- | Provincieraads-   | Provincieraads- | Gemeenteraads-  |

### Burgemeesters
- 1800-1803 : Henri Delbaere
- Livinus Claeyssens
- 1828-1836 : Justus Pius Vastenhaven
- 1836-1838 : Felix Dewilde
- 1838-1839 : Joannes Slock, burgemeester ad interim
- 1840-1881 : Benoit Van Outrive
- 1882-1884 : Frederik Claeys
- 1885-1892 : Karel Schatteman
- 1893-1921 : Eduard D'Huvettere
- 1922-1952 : Julien Billiet
- 1953-1958 : Willy Van Pottelsberghe de la Potterie
- 1959-1970 : Antoine Verstraete
- 1971-1987 : Marcel Dupont
- 1988-2006 : Etienne Biebuyck
- 2007-2024 : Greet De Roo

### Resultaten gemeenteraadsverkiezingen van 1976 tot en met 2018
| Partij               | Partij                                         | 10-10-1976 | 10-10-1976 | 10-10-1982 | 10-10-1982 | 9-10-1988 | 9-10-1988 | 9-10-1994 | 9-10-1994 | 8-10-2000 | 8-10-2000 | 8-10-2006 | 8-10-2006 | 14-10-2012 | 14-10-2012 | 14-10-2018 | 14-10-2018 |
| Stemmen / Zetels     | Stemmen / Zetels                               | %          | 17         | %          | 17         | %         | 17        | %         | 15        | %         | 17        | %         | 17        | %          | 17         | %          | 17         |
| -------------------- | ---------------------------------------------- | ---------- | ---------- | ---------- | ---------- | --------- | --------- | --------- | --------- | --------- | --------- | --------- | --------- | ---------- | ---------- | ---------- | ---------- |
|                      | Lijst Dupont Marcel1/ RKD2                     | 58,051     | 10         | 56,181     | 10         | 52,71     | 9         | 72,752    | 12        | 56,462    | 10        | 48,982    | 9         | 55,522     | 10         | 47,32      | 9          |
|                      | CVP1/ Groep '882/ G.R.O.E.P.3/ CD&V4/ Respect5 | 41,951     | 7          | 43,821     | 7          | 47,32     | 8         | 27,253    | 3         | 43,541    | 7         | 40,894    | 7         | 34,755     | 6          | 45,65      | 8          |
|                      | DURVEN                                         | -          |            | -          |            | -         |           | -         |           | -         |           | 10,13     | 1         | 9,73       | 1          | 7,1        | 0          |
| Totaal stemmen       | Totaal stemmen                                 | 3561       | 3561       | 3683       | 3683       | 3656      | 3656      | 3723      | 3723      | 3749      | 3749      | 3919      | 3919      | 3999       | 3999       | 4030       | 4030       |
| Opkomst %            | Opkomst %                                      |            |            |            |            | 96,69     | 96,69     | 96,3      | 96,3      | 96,52     | 96,52     | 97,90     | 97,90     | 97,47      | 97,47      | 97,4       | 97,4       |
| Blanco en ongeldig % | Blanco en ongeldig %                           | 1,8        | 1,8        | 2,53       | 2,53       | 2,57      | 2,57      | 3,81      | 3,81      | 3,52      | 3,52      | 3,27      | 3,27      | 2,58       | 2,58       | 2,8        | 2,8        |

De zetels van de gevormde coalitie staan vetjes afgedrukt.
Zie voor 2024 en later op Wingene.

## Bekende personen
- Joannes Varenacker (1413-1475), theoloog
- Jan Geldrius (15??-1583), taalkundige en humanist
- Joannes Carolus De Roo (1747-1834), griffier en notaris
- Emile Billiet (1845-1922), politicus
- Frans Mille (1832-1903), muziekschrijver en dirigent
- Gustaaf Hendrik Flamen (1837-1920), priester en schrijver
- Albert Maene (1911-19??), pianobouwer
- Jacques Devolder (1943), politicus
- Magda Castelein (1946-2007), dichter en kunstenaar
- Sascha Van den Branden (1989), zwemmer
- Aaron Verwilst (1997), wielrenner

## Partnerstad
Kraśnik (Polen)

## Nabijgelegen kernen
Aalter, Schuiferskapelle (Tielt), Kanegem, Poeke, Wingene Sint-Jan, Sint-Maria Aalter 